# Гонав (микроплита)

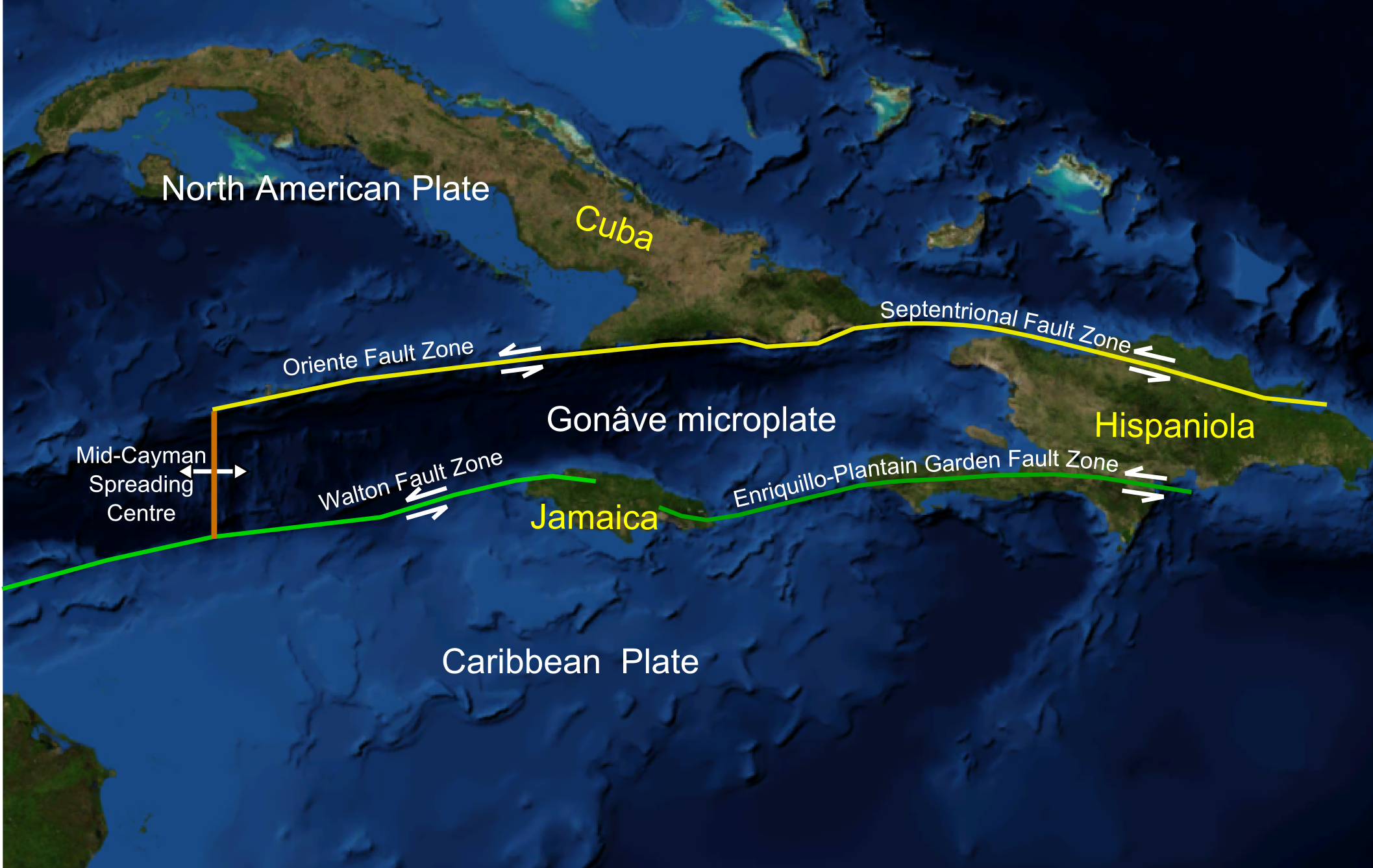
Микроплита Гонав и зоны разломов, ограничивающие её

Плита (микроплита) Гонав является частью границы между Северо-Американской плитой и Карибской плиты. Она граничит на западе с Каймановым центром расширения, на севере с зоной разломов Септентрионал-Ориенте, и на юге с зоной разлома Уолтон и зоной разлома Энрикильо-Плантэйн-Гарден. Существование этой микроплиты было впервые предложено в 1991 году. Теория подтверждена измерениями GPS, которые показывают, что общее перемещение между двумя основными плитами делится поровну между зонами трансформных разломов, которые граничат с микроплитой Гонав. Микроплита, как ожидается, в конечном итоге срастётся с Северо-Американской плитой .

## Географические границы
Микроплита Гонав — это полоса длиной примерно 1100 км, состоящая в основном из океанической коры жёлоба Кайман, но на востоке включает также материал островной дуги у западной части Гаити . Далее на восток, к Гаити, выявлены только отдельные микроплиты. С запада микроплита Гонав ограничена серединой Кайманова центра расширения. На севере она граничит с разломом Септентрионал-Ориенте, а на юге более сложной системы сдвига и скольжения, которая включает в себя зону разлома Уолтон и зону разлома Энрикильо-Плантэйн-Гарден. Когда северная и южная граница подходит к восточной части Карибской плиты — они становятся менее отчетливыми и восточная граница не столь четко определена.

## Доказательство существования
Наличие отдельной микроплиты Гонав было впервые предположено на основе анализа результатов сканирования боковыми гидролокаторами в жёлобе Кайман. Изучение результатов показало непрерывный разлом трансформного типа, вдоль южной стенки жёлоба, по обе стороны от Кайманова центра расширения. GPS данные подтверждают существование микроплиты, показав, что относительное движение между Северо-Американской и Карибской плитами делится почти поровну между двумя ограничивающими системами трансформных разломов . Сравнение этих показателей с данными наблюдений полосовых магнитных аномалий в жёлобе Кайман позволило предположить, что смещение сильнее передается от северной системы разломов к южной. Это наблюдение согласуется с возможной аккрецией микроплиты Гонав с Северо-Американской плитой.

## История

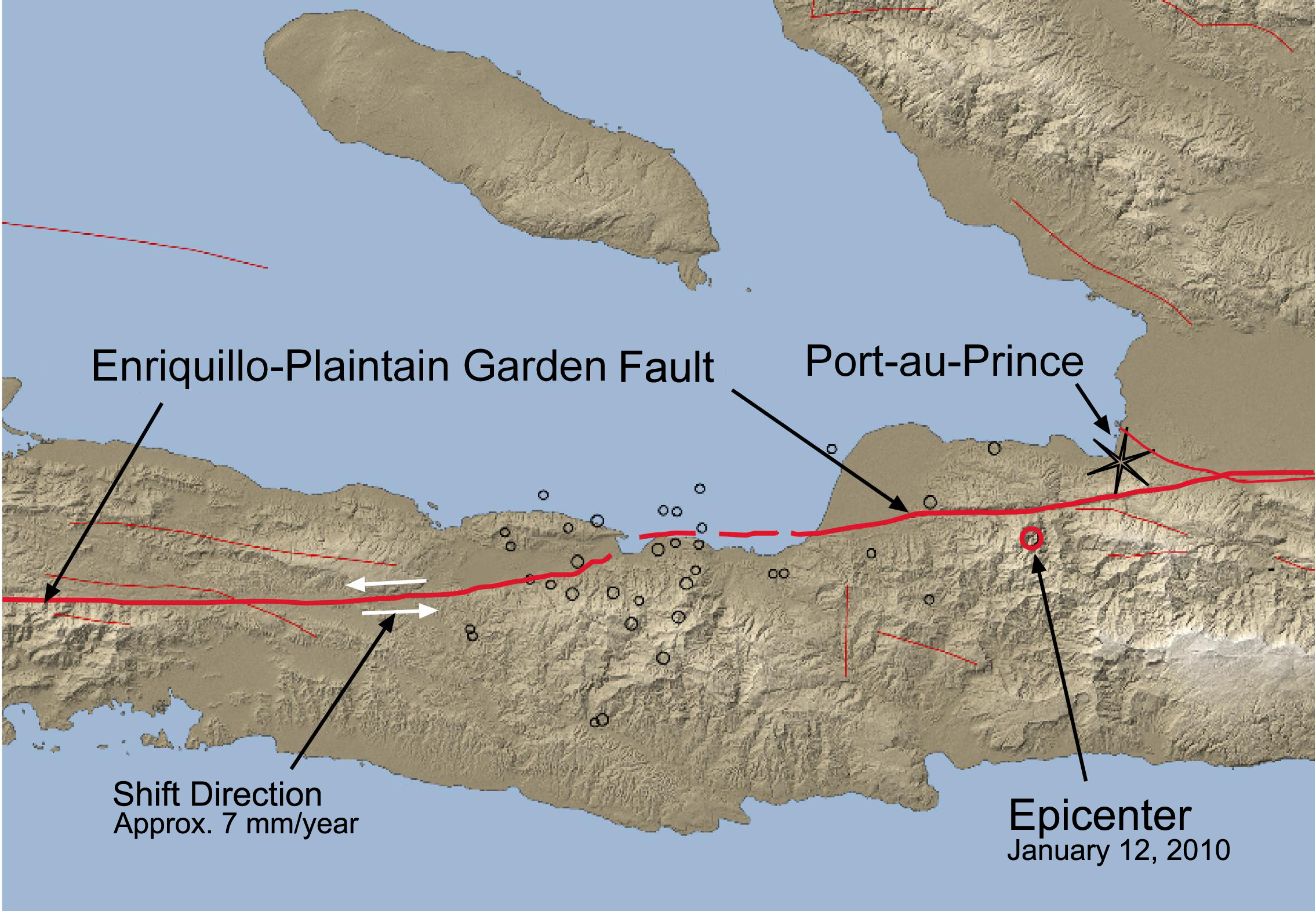
Система разломов (Энрикильо-Плантейн-Гарден) в окрестностях землетрясения 12 января 2010. Эпицентр — красный кружок

Микроплита Гонав начала формироваться в эпоху раннего эоцена, после того, как северная передняя кромка Карибской плиты (ныне Куба) столкнулась с Багамской платформой. Эта часть плиты не смогла двигаться дальше на восток, система трансформных разломов, развившаяся на юге, фактически отрезала эту северную область, и она была поглощена Северо-Американской плитой. Большое смещение влево, произошедшее вдоль этой зоны к востоку от Юкатана, создало бассейн, который продолжает расширяться, образуя Кайманов центр расширения. Дальнейшее движение этой системы разломов создало жёлоб Кайман, хотя в то время будущая микроплита по-прежнему была твердо прикреплена к Карибской плите. В позднем миоцене часть Карибской плиты, образовавшая остров Гаити, начала сталкиваться с Багамской платформой, развив новые сдвиговые зоны на Ямайке и в южном Гаити — разлом Энрикильо-Плантейн-Гарден. Он изолировал часть жёлоба Кайман и центральную часть Гаити, сформировав микроплиту Гонав . Было высказано мнение, что микроплита Гонав также будет поглощена Северо-Американской плитой, как и все пограничные плиты южной системы разломов .